# Казола-ін-Луніджана
Казола-ін-Луніджана (італ. Casola in Lunigiana) — муніципалітет в Італії, у регіоні Тоскана,  провінція Масса-Каррара.
Казола-ін-Луніджана розташована на відстані близько 320 км на північний захід від Рима, 100 км на північний захід від Флоренції, 19 км на північ від Масси.
Населення — 999 осіб (2014).

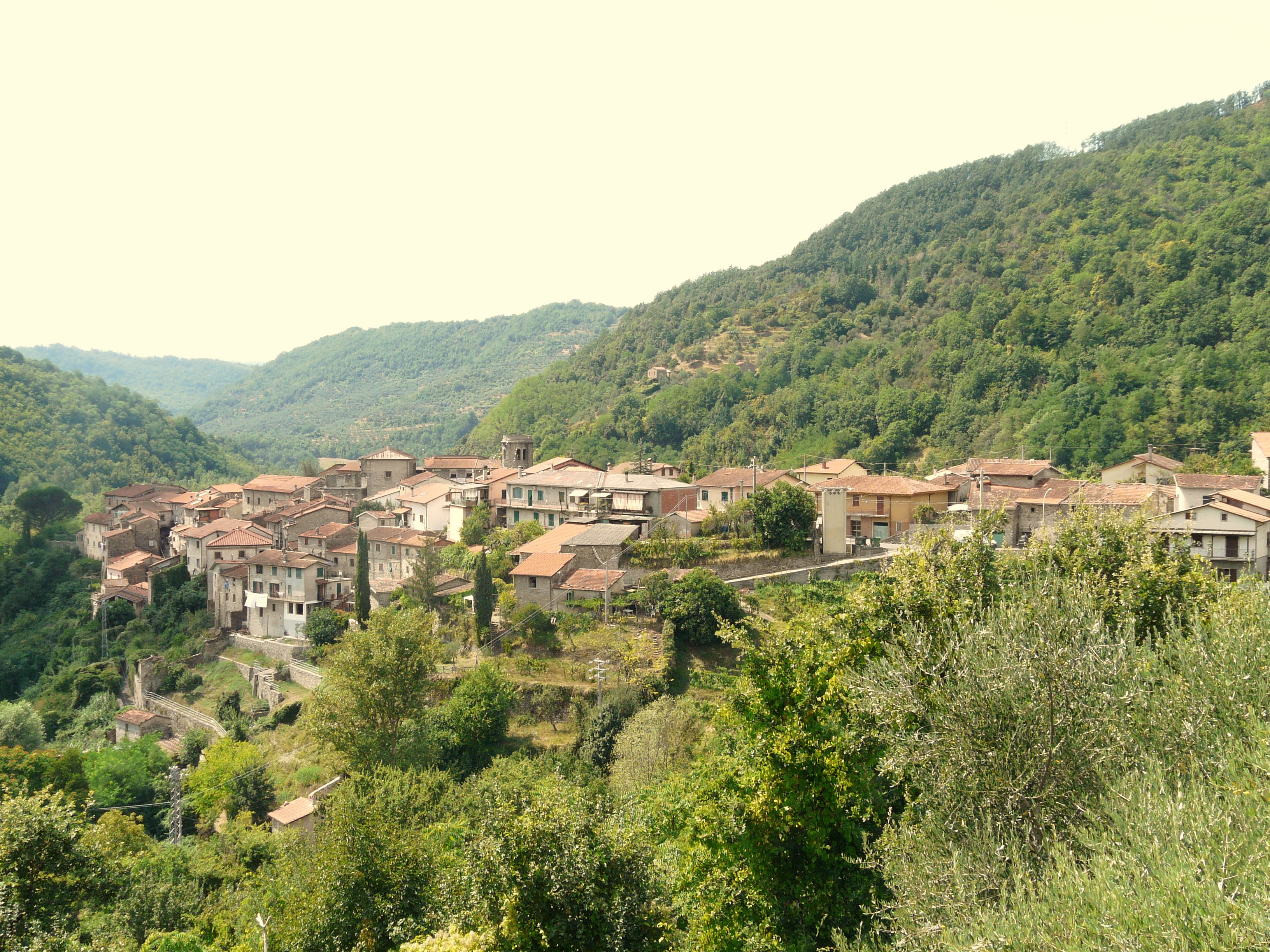

Щорічний фестиваль відбувається 1 серпня. Покровитель — San Pellegrino.

## Демографія
Населення за роками:

Станом на 31 грудня 2014 року в муніципалітеті офіційно проживало 100 іноземців з 12 країн, серед них 49 громадян країн Євросоюзу та 2 громадяни України.

## Сусідні муніципалітети
- Фівіццано
- Сіллано-Джункуньяно
- Мінуччано

## Галерея зображень

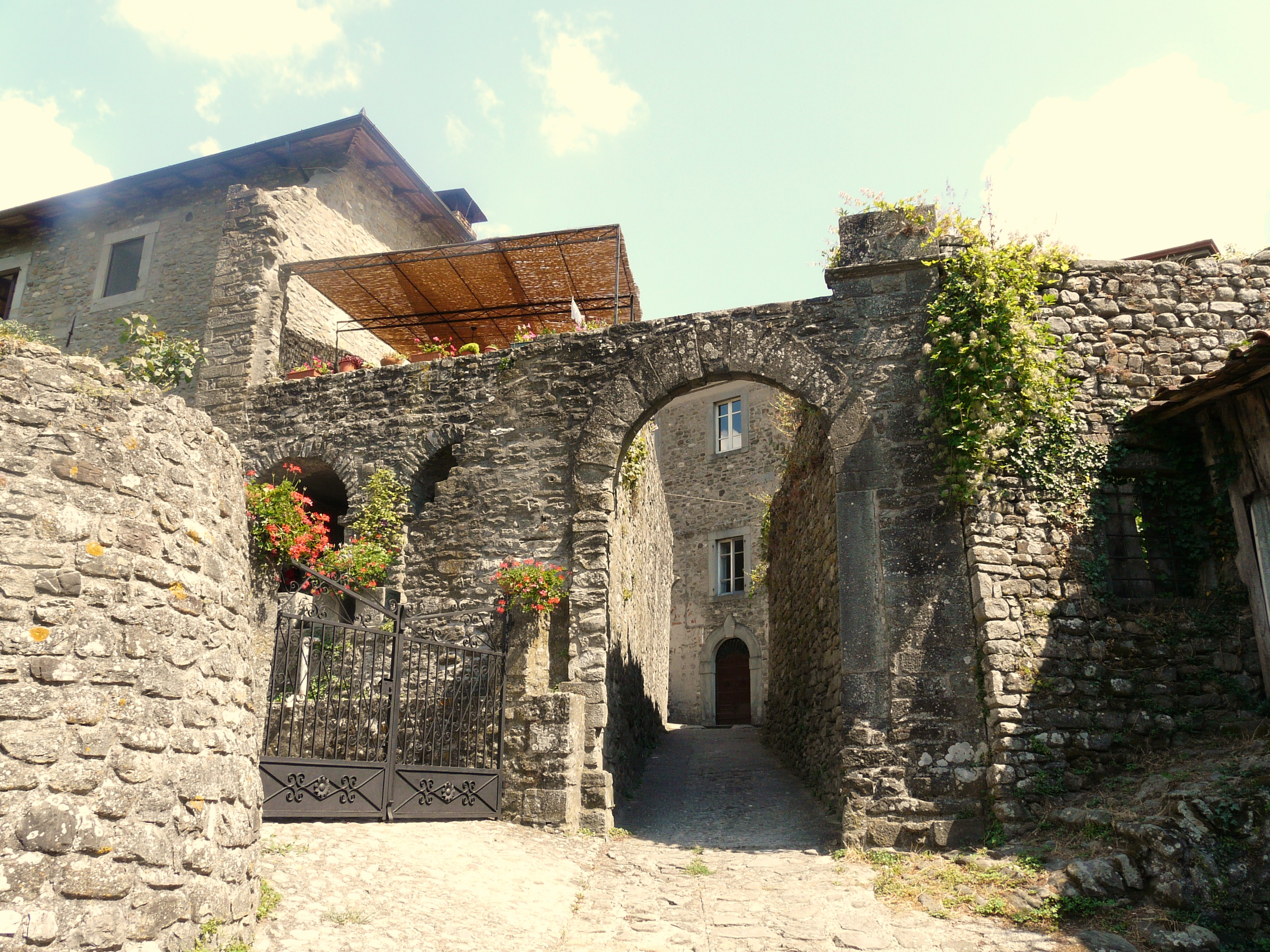
La porta del borgo storico
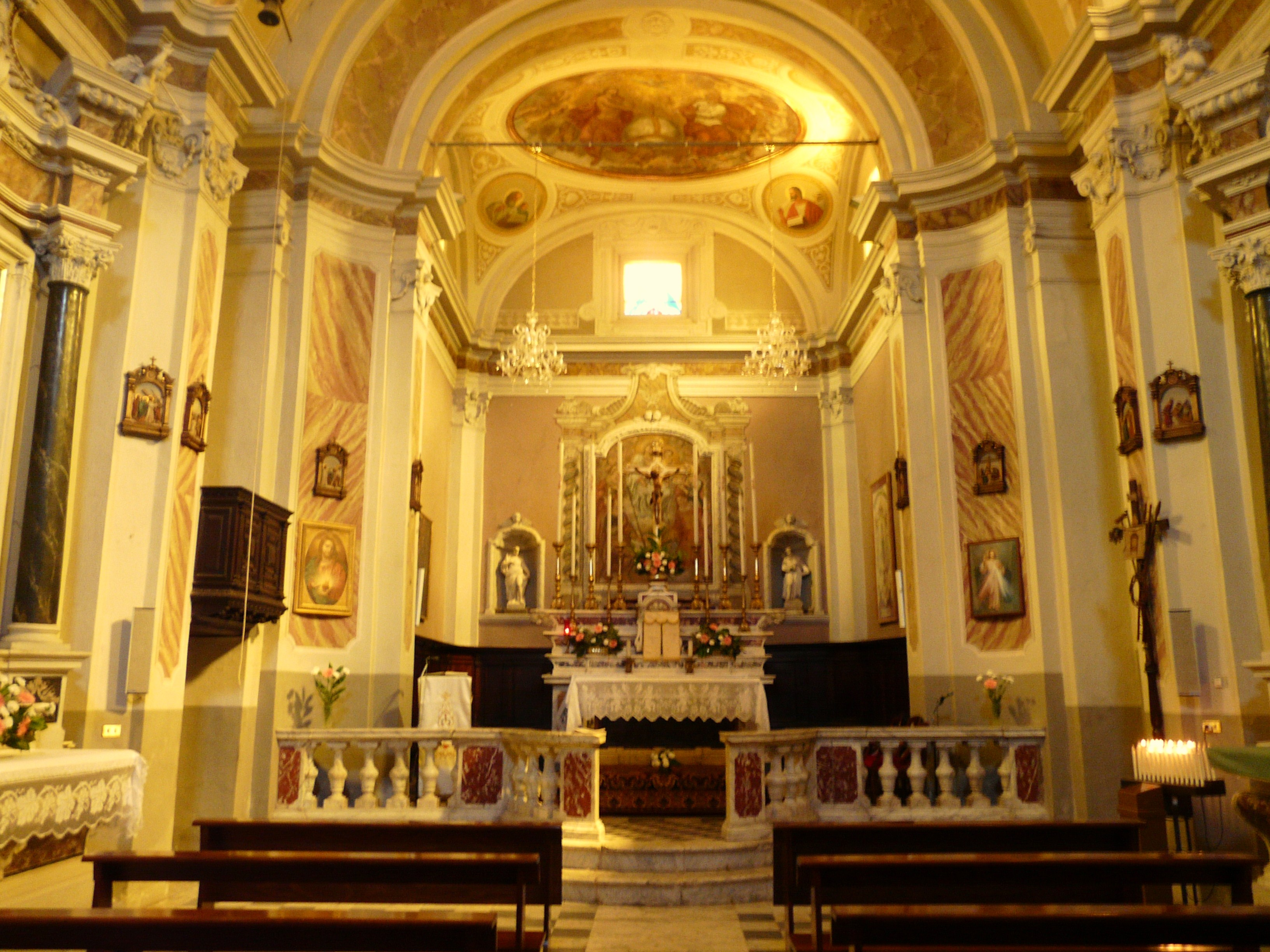
Interno della chiesa di Santa Felicita
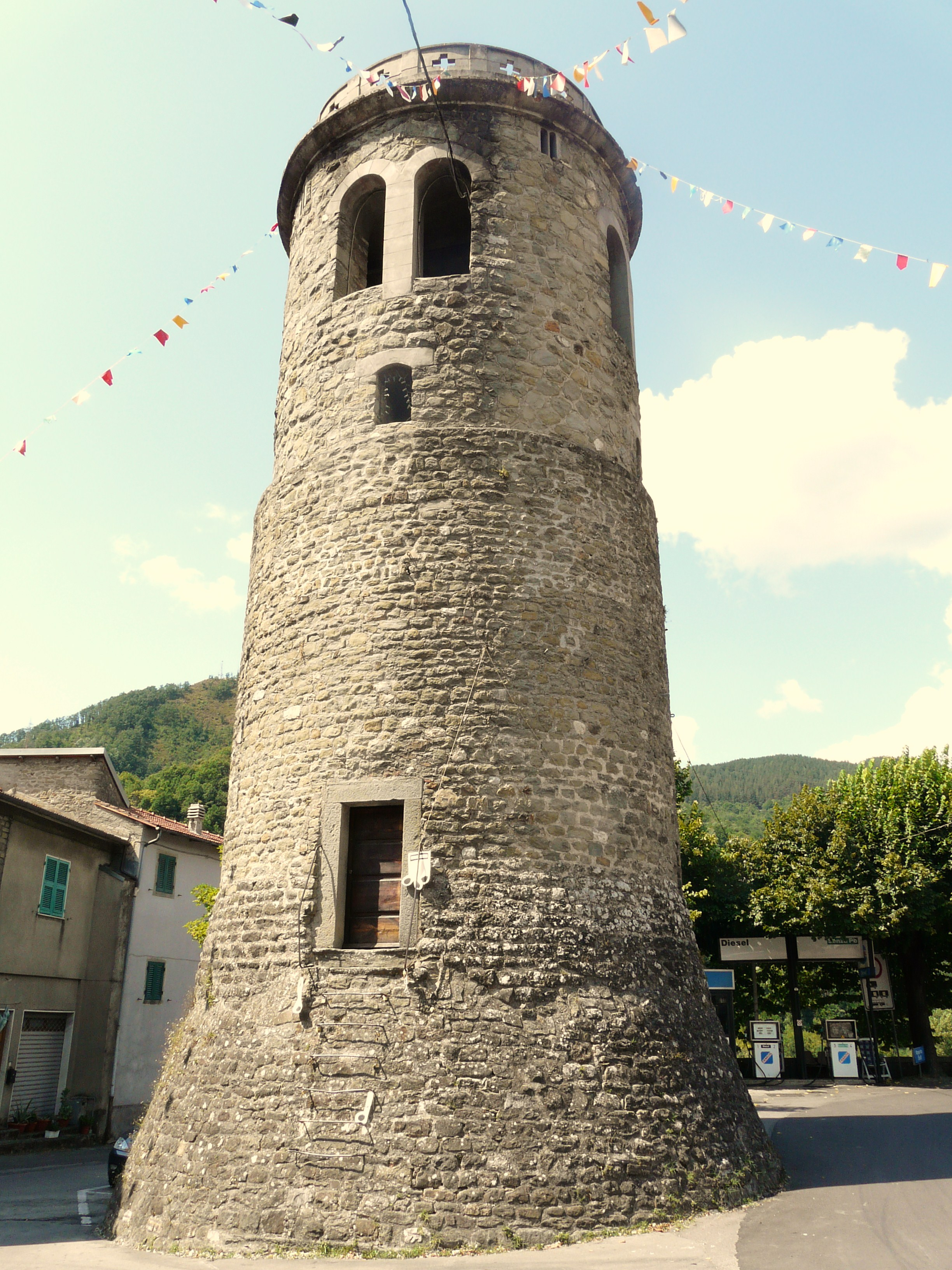
La torre
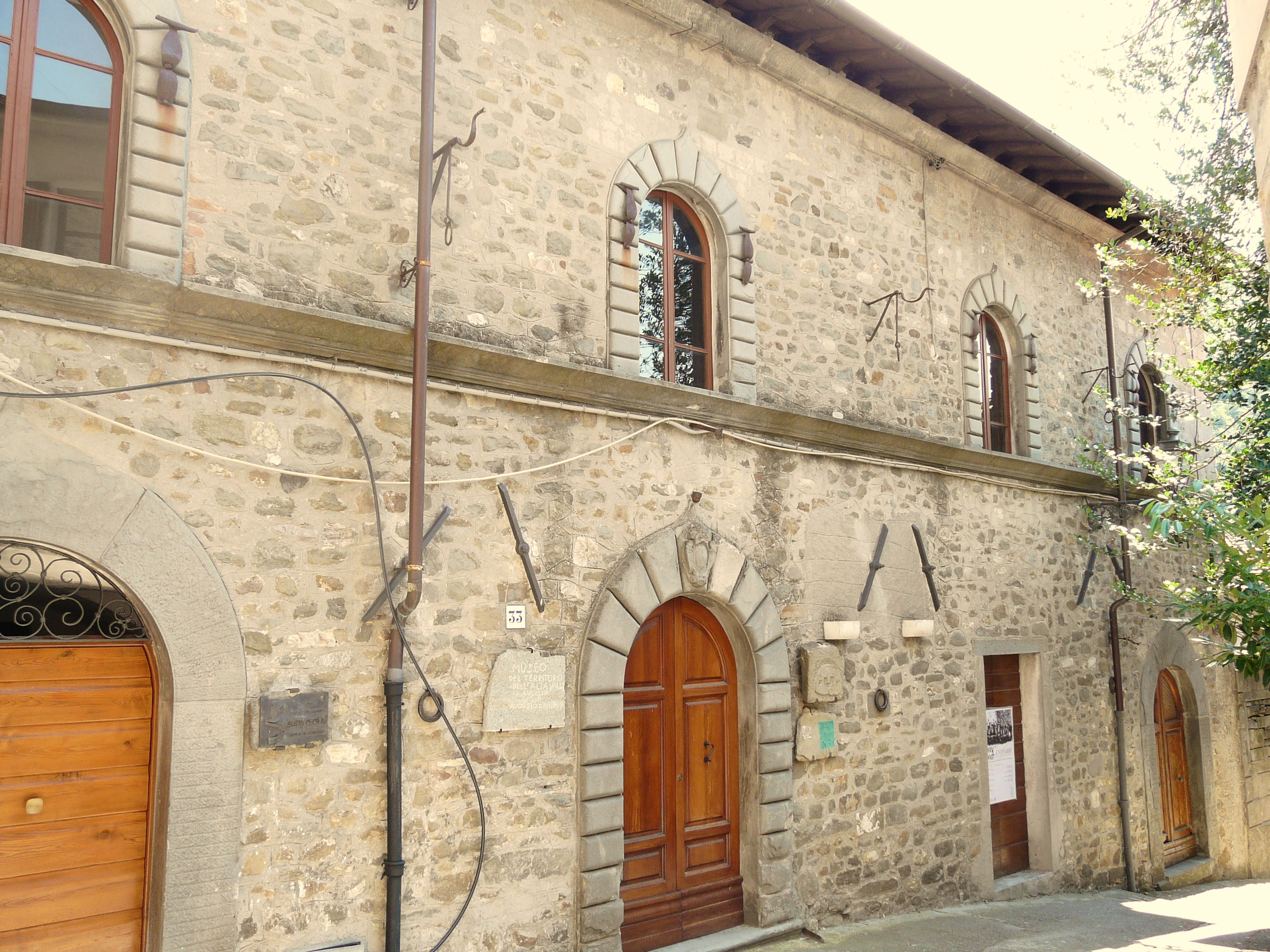
Il museo del territorio dell'alta valle Aulella

->